# 손영도
손영도(孫泳道)는 제1대 충청남도 대전시장이다.
1903년 경상남도 밀양군 산외면 다죽리 다원2리에서 출생,1968년 4월20일 별세(향년66세)하였다. 묘소는 경기도 양주군 주내면 산북리 샘내마을 뒷산 천주교묘지 유좌.

## 경력
- 1946년~ 충청남도 연기군수
- 1947년~ 공주군수
- 1949년~ 대전부윤,
- 1950년~ 대전시장,
- 1951년~1952년 초대 민선 대전시장 역임

참고:경기도지사,부산직할시장,내무부차관,통일원장관,경희대학교 평화복지대학원장을 역임한 손재식(1934~ ) 전,장관(원장)의 선친임
위 내용은 밀성손씨죽원파세보(2001.8.21 대보사 발행) 541쪽에 기록된 내용을 전재하였다.
위 내용 중에 성명 '손영도'의 표기에서 가운데 '영'자의 한자는 '길(오랠) 영'자의 오기이다.
|  | 제1대 충청남도 대전시장 1949년 10월 30일 ~ 1952년 12월 19일 | 후임 임지호 |